# 胡日溫斯凱
49°44′4″N 36°2′8″E / 49.73444°N 36.03556°E
胡日溫斯凱（烏克蘭語：Гужвинське）是位於烏克蘭東部的村莊，由哈爾科夫州丘胡伊夫区的茲米伊夫市鎮負責管轄。該村始建於1659年，面積0.15平方公里，海拔高度138米，2001年人口56，人口密度每平方公里363.6人。